# Civilization (jogo eletrônico)
Civilization é um jogo de eletrônico de computador de estratégia por turnos criado por Sid Meier para a Microprose em 1991. É o primeiro jogo da série Civilization.
O objetivo do jogo é elaborar um grande império desde o início. O jogo começa nos tempos antigos, o jogador vai evoluindo sua civilização descobrindo por exemplo: A roda, literatura, energia, matemática, o bronze, o ferro, arquitetura e assim vai. O jogador precisa expandir e desenvolver seu império através das eras até um futuro próximo. O jogador concorre com diversas outras civilizações que podem tornar-se aliadas ou inimigas.

## Plataformas
Civilization foi originalmente desenvolvido para DOS rodando em um PC. Já passou por inúmeras revisões para outras plataformas (incluindo Microsoft Windows, Macintosh, Linux, Amiga, PlayStation, N-Gage e Super Nintendo) e agora existe em diversas versões. A partir de Civilization III, o jogo começou a ser desenvolvido pela Firaxis Games e publicado pela Infogrames (agora Atari).